# کولیارچار
کولیارچار (به لاتین: Kuliarchar) یک منطقهٔ مسکونی در بنگلادش است که در ناحیه کیشورگنج واقع شده‌است. کولیارچار ۱۰۴٫۰۱ کیلومتر مربع مساحت و ۱۳۳٬۳۲۷ نفر جمعیت دارد.